# Medal of Honor : Soleil levant
Medal of Honor : Soleil levant (intitulé dans la version originale américaine Medal of Honor : Rising Sun) est un jeu de tir à la première personne développé par EA Los Angeles et édité par Electronic Arts sorti en novembre 2003 en Amérique du Nord et en Europe. Il s'agit du 5e opus de la série Medal of Honor.
L'action se déroule pendant la Seconde Guerre mondiale en pleine guerre du Pacifique et s'appuie sur des faits historiques. En outre, il amène le joueur à évoluer dans des lieux relativement variés tels que la forêt de Guadalcanal, un palais royal de Birmanie ou encore Singapour. Le scénario se centre sur le personnage fictif du caporal-chef Joseph Griffin, jeune Marines de l'US Navy, engagé depuis peu et affrété sur l'USS California, un des cuirassés américains stationnés à Pearl Harbor.
Successeur de Medal of Honor : En première ligne, les joueurs attendent beaucoup de ce nouvel opus qui ne connait cependant pas le succès critique escompté. En outre, le studio utilise le même moteur de jeu que les épisodes précédents alors qu'il est qualifié de vieillissant. La maniabilité est elle aussi critiquée à cause du manque de précision et l'intelligence artificielle est jugée désastreuse. Seule la bande-son et l'immersion qu'elle procure est unanimement applaudie par les critiques.

## Trame

### Contexte
Medal of Honor : Soleil levant se déroule lors d'un contexte historique et prend place durant la guerre du Pacifique lors de la Seconde Guerre mondiale. Ce conflit à l'échelle planétaire, débutant le 1er septembre 1939, est mené d'une part en Europe sur deux fronts (Est et Ouest) et d'autre part en Asie-Pacifique (Guerre du Pacifique) où deux camps s'affrontent : les Alliés et l'Axe. Le 7 décembre 1941, l'empire du Japon envoie ses forces aéronavales attaquer par surprise la base navale américaine de Pearl Harbor située à Hawaï. Depuis le début de la guerre, les États-Unis ne s'étaient pas engagés militairement dans le conflit, mais cette attaque pousse le pays à entrer en guerre aux côtés des Alliés afin notamment d'affronter l'empire du Japon sur le théâtre d'opération Asie-Pacifique.

### Personnages
Le joueur contrôle uniquement le jeune américain Joseph Griffin — dit "Joe" Griffin. Il est décrit comme un ancien athlète vedette au lycée qui a rejoint de son plein gré les Marines lorsqu'il a obtenu son diplôme et qui, après sept années de service et notamment grâce à sa capacité à travailler en équipe, est devenu caporal-chef. Joe est personnellement impliqué dans la guerre qui éclate entre les États-Unis et le Japon lorsque son frère Donny rejoint l'armée américaine.
Tout au long du jeu, Joe Griffin rencontre de nombreuses personnes (toutes nouvelles dans la licence) qui jouent un rôle dans le scénario.
Du côté des Alliés, Joe est sous les ordres du sergent d'artillerie Jack Lauton, lui-même obéissant au colonel Micheal Paul Floyd à la tête du bureau des services stratégiques américain. Il y a aussi le lieutenant Edmund Harisson, expert en explosifs, le caporal Silas Whitfield, tireur d'élite chevronné et le caporal Franck Spinelli qui participent avec Joe à plusieurs missions terrestres et souvent secrètes. Lors d'une mission d'infiltration à Singapour, Joe épaule le britannique Phillip Bromley qui travaille au service des opérations spéciales britanniques et organise la résistance de la ville aux côtés de l'américano-japonais Ichiro Tanaka.
Du côté ennemi, Joe se bat face à des forces japonaises combatives, acharnées et parfois suicidaires qui sont en partie sous les ordres de l'antagoniste principal, l'amiral japonais Masataka Shima. Au fil du jeu, Joe est aussi confronté à des personnes liées aux forces de l'Axe, dont le colonel allemand Kandler et le général russe Sergei Borov. Ce dernier veut renverser Staline et signer un traité de paix entre la Russie et l'Allemagne Nazie.

### Scénario
Tout commence le matin du dimanche 7 décembre 1941, à Pearl Harbor. Joe Griffin essuie de plein fouet l'attaque surprise des japonais. Il va tenter de défendre la rade au moyen de mitrailleuse d'une vedette lance-torpille. Il s'engage ensuite dans les Marines et partira défendre l'archipel des Philippines au début de 1942. Il y verra son frère, Donny, se faire capturer par les japonais victorieux. Il agira également à Guadalcanal ou il se fera reconnaître par la nouvelle organisation des services secrets américain, l'OSS. À la suite d'un entrainement intensif, il sera envoyé espionner un congrès germano-japonais à Singapour en 1943. Il y récoltera des informations sur des caches d'or japonaise en Birmanie, qu'il aidera à dynamiter. Enfin il dynamitera un pont sur la rivière Kwai et affrontera Shima, un terrible amiral japonais, sur son porte-avions.

## Système de jeu

### Généralités

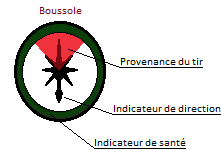
Schéma décrivant les fonctions de la boussole située dans le coin inférieur gauche de l'ATH.

Medal of Honor : Soleil levant est un jeu vidéo de tir à la première personne (FPS) dans lequel le joueur contrôle un soldat. Le jeu propose une campagne jouable seul ou en coopération avec un deuxième joueur sur la même console en écran partagé. Un mode multijoueur est aussi disponible en réseau local jusqu'à 4 joueurs ainsi qu'un multijoueur en ligne, exclusif à la PlayStation 2, permettant à 8 joueurs au maximum de s'affronter dans deux modes de jeu : Chacun pour soi ou Match à mort par équipe. En termes de mouvement, le joueur peut courir, s'accroupir et sauter. Une touche assignée sur la manette de jeu permet aussi le combat au corps à corps.
Dans le coin inférieur gauche de l'ATH se trouve une boussole servant d'indicateur de direction. Cette boussole est entourée d'un anneau servant d'indicateur de santé, lequel se resserre et passe du vert au rouge à mesure que le joueur subit des dégâts. Une icône triangulaire rouge sur le quadrant de la boussole indique la provenance du tir ennemi. Pour régénérer l'état de santé, le joueur doit récupérer nourritures, fioles et trousses qui guérissent entre 10 et 75 % de la santé totale. Quant au coin inférieur droit de l'ATH, il indique le nombre de grenades et munitions restantes.

### Campagne
Armes américaines jouables :

- Fusil semi-automatique M1 Garand
- Fusil semi-automatique Remington M11
- Fusil automatique Browning BAR M1918
- Fusil de précision à verrou Springfield M1903
- Fusil à pompe Winchester M12
- Pistolet-mitrailleur Thompson M1928
- Pistolet-mitrailleur silencieux Sten MkIIS
- Pistolet semi-automatique Colt M1911A1
- Pistolet à verrou silencieux Welrod
- Lance-roquettes Bazooka
- Mitrailleuse lourde cal. 50 Browning M1919

Armes japonaises jouables :

- Fusil-mitrailleur type 11
- Fusil-mitrailleur type 99
- Mitrailleuse type 97
- Grenade type 97

Dans le mode histoire, le joueur est seul et contrôle uniquement le caporal-chef américain Joseph Griffin. Le but est d'achever la Guerre du Pacifique en accomplissant des objectifs prédéfinis ou cachés qui diffèrent en fonction des 9 missions que propose le jeu. Le choix de la difficulté est de base réglée sur normal, mais le joueur peut à tout moment baisser ou rehausser la difficulté du jeu. Si le joueur est amené à se battre contre des forces ennemis souvent nippones et parfois allemandes, il doit les vaincre en utilisant un panel de plus de vingt armes d'époque essentiellement des pistolets, fusils et mitraillettes. Ainsi, le joueur est muni d'un pistolet, de grenades et de deux autres armes à longue portée disponibles au début de chaque mission, mais il peut aussi récupérer celles abandonnées ou lâchées par l'ennemi. Pour la première fois dans la série, il est possible de sauvegarder sa progression pendant les missions grâce à des points de sauvegarde, déguisés sous la forme de postes de radio, lesquels sont cachés et peu nombreux.
Entre chaque partie, le jeu se veut historique. En effet, un narrateur externe (la voix est celle de l'américain John A. Zee) explique en anglais le déroulement de la guerre du Pacifique, appuyé par des extraits de films d'archives.
À la fin de chaque mission, le joueur reçoit des étoiles de bronze, d'argent et d'or pour son efficacité au combat. Cela se traduit par l'évaluation de trois critères : le nombre d'impact reçus, le pourcentage de précision et le nombre d'objectifs cachés accomplis. Si le joueur reçoit trois étoiles d'or, il est récompensé d'une médaille et d'un passe-partout. En rejouant les missions, il est possible grâce au passe-partout de déverrouiller des coffres rouges ou des portes qui débloquent des personnages jouables pour le mode multijoueur.

### Multijoueur
Le multijoueur de Soleil levant se décline soit en coopération, soit en matchmaking en réseau local ou même en matchmaking en ligne pour la version PlayStation 2. La configuration d'une partie coopération disponible à deux joueurs en écran partagé (scindé à l'horizontale ou la verticale) est quasi similaire à celle d'une partie en solo. Le choix d'activer le feu ami et le partage de la santé et des munitions permet de pousser l'immersion du joueur au maximum.
À la sortie du jeu sur PlayStation 2, Soleil levant est l'un des premiers titres à proposer un multijoueur en ligne, duquel jusqu'à 8 joueurs peuvent s'affronter en simultané. Le mode en ligne présente seulement deux modes de jeu : Chacun pour soi et Match à mort par équipe qui sont des variantes du Deatmatch. Le but de ces modes est d'éliminer, seul ou en équipe, le plus de joueurs adverses jusqu'à ce que la limite de temps ou de frags soit dépassée. Les joueurs ont la possibilité d'évoluer dans neuf cartes différentes, où sont disséminés des armes, des grenades et de la santé. À la fin de la partie, le joueur ou l'équipe qui a le plus grand score remporte le match. En janvier 2007, les serveurs en ligne sont finalement fermés.
Le matchmaking en réseau local est comparable au multijoueur en ligne. Les mêmes cartes et les mêmes modes de jeu sont présents. Toutefois, le joueur peut dorénavant se battre face à des bots dont les personnages jouables se débloquent en déverrouillant des coffres rouges au cours des missions de la campagne. Les personnages sont gradués par des étoiles. Plus le nombre d'étoile est élevé, plus le bot qui l'incarne est précis dans ses tirs.

## Développement
Medal of Honor : Soleil levant est l'un des premiers jeux de l'éditeur Electronic Arts à bénéficier du son THX.

### Bande originale
La bande originale est composée par l'américain Christopher Lennertz, qui réalise, par la même occasion, ses premières musiques envers l'industrie du jeu vidéo. Elle est composée par un orchestre symphonique lequel insuffle des thèmes patriotiques, héroïques et de bravoure grâce à une musique classique et orchestrale. La bande son sort une première fois en 2003 sous forme de disque promotionnelle ; puis une seconde fois, le 23 août 2005 soit deux ans après la sortie du jeu et est notamment disponible en téléchargement sur le site web iTunes. Selon le test de Jeuxvidéo.com, la bande son « s'en sort avec des compositions excellentes », un avis partagé par les rédactions de Gamekult et JeuxActu lesquelles parlent respectivement de « musiques vraiment réussies » qui « accompagnent parfaitement l’action » ; un prix est même décerné à la musique pour sa qualité. La bande originale contient 31 pistes audio pour une durée équivalente à une heure.

### Doublage
Dans la version originale américaine du jeu, le personnage principal américain Joseph Griffin n'est pas doublé puisqu'il ne prononce aucune phrase au cours du jeu contrairement à Donny Griffin qui est interprété par André Sogliuzzo. Dale Daye, qui double le sergent Jack Lauton, est le seul acteur à avoir déjà contribué envers la licence en prêtant sa voix dans Medal of Honor et Medal of Honor : Débarquement allié. La voix de Phillip Bromley est assurée par Nick Jameson et celle d'Ichiro Tanaka par l'américain Yuri Lowenthal tandis que Micheal Paul Floyd est joué par Christopher Curry. En ce qui concerne Edmund Harrison, Franck Spinelli et Silas Whitfield, ils sont respectivement doublés par Bobby Gaylor, Jon Curry et Adam Lawson. Enfin, l'amiral Masataka Shima est interprété par l'acteur japonais Makoto Iwamatsu.

## Accueil

### Critiques
Ce jeu, qui s'annonçait comme meilleur et révolutionnaire par rapport à ses prédécesseurs, a globalement déçu la critique et les joueurs. En effet, il apparut trop linéaire, après deux premiers chapitres pourtant exaltants et un assez bon scénario et toujours une excellente bande son, digne d'un film de guerre hollywoodien, réalisé par le compositeur américain Christopher Lennertz. Les graphismes sont jugés obsolètes en 2003 et l'intelligence artificielle trop suicidaire et singulièrement stupide (comparé par exemple à ceux de son nouveau concurrent FPS de l'époque Call of Duty, actuellement la nouvelle référence en la matière)[réf. nécessaire].

### Ventes
Fin 2003, Electronic Arts dresse la liste de ses meilleures ventes de l'année, toutes plateformes confondues, et positionne Soleil levant à la quatrième place après seulement 2 mois de commercialisation. En outre, au Royaume-Uni, le jeu est le plus vendu lors de Noël. En effet, malgré des critiques mitigées, le jeu profite de la bonne notoriété de la licence, tant et si bien que l'épisode est le 16e jeu le plus vendu de tous les temps sur PlayStation 2 grâce à la vente de 4 650 000 exemplaires, tout en ayant bénéficié d'une réédition sous le label Platinum dès le 16 juin 2005. Toujours sur PlayStation 2, les copies du jeu se sont principalement écoulées en Europe et en Amérique du Nord. Soleil levant parvient même à devenir le deuxième jeu le plus vendu au sein de sa licence, derrière son prédécesseur, En première ligne. Au total, en additionnant les ventes sur Xbox, PlayStation 2 et GameCube, le nombre de copies vendues dépasse la barre des 6 millions d’unités.

### Distinctions
Durant l'E3 de 2003, Medal of Honor : Soleil levant est nommé lors des Games Critics Awards dans la catégorie « meilleur jeu d'action » aux côtés de Call of Duty, Half-Life 2, Halo 2 et Unreal Tournament 2004, sans pour autant décrocher la récompense qui est remit finalement à Half-Life 2.
En 2004, lors de la 7e édition des Interactive Achievement Awards, la bande musicale de Soleil levant est récompensée pour sa qualité dans la catégorie « Musique originale ».

## Postérité
Les critiques pèsent lourd sur Medal of Honor, tant et si bien que le second opus de la série Soleil Levant qui devait permettre à Joseph de retrouver son frère Donnie et de supprimer Shima ne fut jamais terminé.
Ainsi, ce jeu représente un pivot pour la saga qui a succédé à Wolfenstein dans le genre FPS centré sur la Seconde Guerre mondiale. La licence est tombée dans une période de déclin et les opus suivants ont effectivement reçu les mêmes types de critiques.

### Manuel d'utilisation
- Manuel d'utilisation de Medal of Honor : Soleil levant, Electronic Arts, 2003, 30 p.

1. ↑  Medal of Honor : Soleil levant : Manuel d'utilisation, Electronic Arts, 2003, p. 5.
2. 1 2 3  Medal of Honor : Soleil levant : Manuel d'utilisation, Electronic Arts, 2003, p. 7.
3. 1 2 3  Medal of Honor : Soleil levant : Manuel d'utilisation, Electronic Arts, 2003, p. 6.
4. ↑  Medal of Honor : Soleil levant : Manuel d'utilisation, Electronic Arts, 2003, p. 8.
5. ↑  Medal of Honor : Soleil levant : Manuel d'utilisation, Electronic Arts, 2003, p. 13.